# Západočeská galerie v Plzni
Západočeská galerie v Plzni náleží k nejvýznamnějším muzeím výtvarného umění západních Čech i celé České republiky. Sbírkový fond galerie je vystavován ve dvou výstavních síních; první z nich výstavní síň Masné krámy se nachází v budově bývalé masné tržnice postavené v roce 1392 a druhá výstavní síň „13“ se nachází v goticko-renesančním domě v blízkosti Masných krámů. Obě síně se nachází v Pražské ulici v Plzni.

## Historie galerie
Západočeská galerie vznikla v roce 1954 a navázala na činnost plzeňského uměleckoprůmyslového muzea. Mezi lety 1954-1972 byla Západočeské galerie součástí budovy plzeňského muzea. Galerii se podařilo zcela osamostatnit až v roce 1972, kdy byla otevřena nová výstavní síň Masné krámy. V letech 1954–1985 ji jako ředitel vedl Oldřich Kuba.

## Historie budovy Masné krámy
Budova masných krámů postavená v roce 1392 v gotickém slohu sloužila původnímu účelu až do poloviny 20. století. Po náročné rekonstrukci, která zachovala původní dispozici stavby, vznikla netradiční výstavní síň, která byla slavnostně otevřena v březnu roku 1972. V budově jsou kromě výstav ze sbírek galerie pořádány pravidelné koncerty či kulturní a vzdělávací akce.

## Historie výstavní síně "13"
Tato výstavní síň v zrekonstruovaném goticko-renesančním domě v Pražské ulici 13 byla veřejnosti představena v roce 1997. V budově rovněž sídlí ředitelství galerie a oddělení galerijní práce. Při rekonstrukci domu pro galerijní účely v 90. letech 20. století byl v přízemních prostorách objeven v Čechách ojedinělý pozdně gotický dřevěný malovaný strop.

## Sbírkový fond galerie
Sbírkový fond galerie se zaměřuje na české výtvarné umění od středověku po současnost a lze rozdělit do několika celků:
- sbírky starého umění z 14.-18. století
- tvorba 19. století
- umění 1. poloviny 20. století
- současné umění

Galerijní sbírky obsahují díla Karla Purkyně, Mikoláše Alše, Julia Mařáka, Antonína Slavíčka, Jana Preislera, Bohumila Kubišty, Emila Filly, Václava Špály, Augustina Němejce, Františka Sequense, Huga Boettingera, Adrieny Šimotové a dalších.

## Monografie
- MUSIL, Roman. Západočeská galerie v Plzni. London : New York: Scala Arts & Heritage Publishers Ltd., 2019. (Director's Choice). (anglicky nebo česky)[2]